# ترزفورد
ترزفورد (به انگلیسی: Thursford) یک روستا و محله مدنی در بریتانیا است که در North Norfolk واقع شده‌است. ترزفورد ۶٫۰۲ کیلومتر مربع مساحت و ۲۰۵ نفر جمعیت دارد.